# Fitzwilliam Quartet

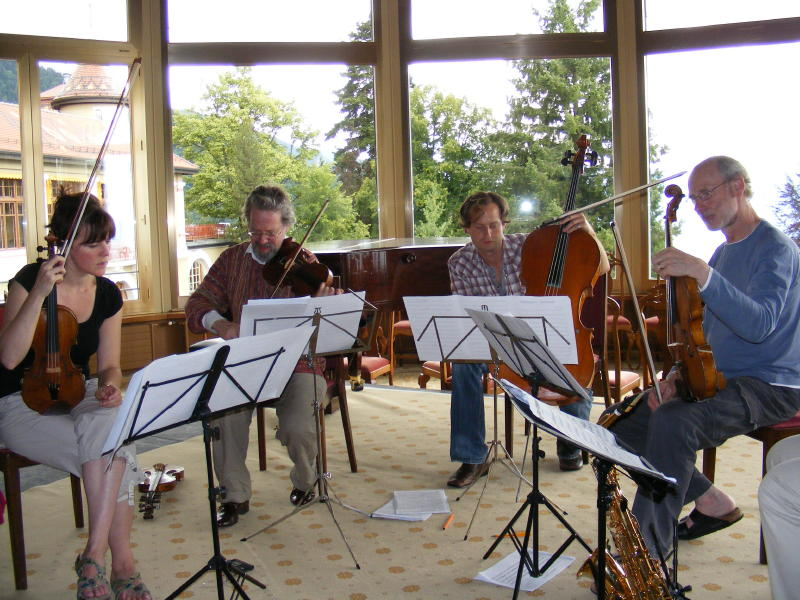
Fitzwilliam Quartet

El Fitzwilliam Quartet (FSQ) es un cuarteto de cuerda que en la actualidad consta de Alan George, viola; Sally Pendlebury, violonchelo; y Lucy Russell y Marcus Barcham Stevens, violines.

## Trayectoria
Fundado en 1968 por cuatro estudiantes de pregrado de Cambridge, el Fitzwilliam Quartet fue uno de los primeros de una larga serie de cuartetos en haber surgido bajo la dirección de Sidney Griller en la Real Academia de la Música. Se hizo conocido a través de su estrecha asociación personal con Dmitri Shostakovich, que se había hecho amigo de ellos después de una visita a York para escucharlos tocar. Él les encomendó los estrenos de sus tres últimos cuartetos en occidente, y en poco tiempo se había convertido en el primer grupo en interpretar y registrar todos los quince cuartetos del autor ruso. Estas grabaciones ganaron premios internacionales, y aseguraron para el cuarteto conciertos en todo el mundo y un contrato a largo plazo con Decca/London.
En 1977, ganó el primer Premio Gramophone de música de cámara. En noviembre de 2005, el conjunto de discos de Shostakovich fue incluido en la revista Gramophone en las "100 Mejores Grabaciones". Hoy en día, el FSQ interpreta un amplio repertorio, desde fines del siglo XVII hasta el día de hoy, y sigue siendo uno de los pocos establecido cuartetos en tocar con configuraciones de instrumentos históricos.
En 1998, re-establecieron su relación con Fitzwilliam College, de Cambridge, su tocayo y su original lugar de ensayo, cuando fueron nombrados Cuarteto Residente y llevan a cabo actuaciones y talleres en el colegio. En 2010 se inició una residencia en la Universidad de St Andrews en Escocia, donde mantienen un taller anual de música de cámara, llamado Cuerdas en Primavera. También están en residencia en la Universidad de Bucknell en Lewisburg, Pennsylvania. 
En mayo de 2000, en colaboración con Linn Records publicaron el cuarteto de Haydn de Las Siete Últimas Palabras de Cristo. Las grabaciones continuaron con el Quinteto para Clarinete y cuerdas de Brahms junto con el clarinetista Lesley Schatzberger. Han hecho un disco de canciones en inglés del siglo XX con quinteto con piano (incluyendo la obra de Vaughan Williams, On Wenlock Edge), que cuenta con las colaboraciones con James Gilchrist y Anna Tilbrook. 2012 vio el lanzamiento de dos grabaciones contemporáneas, una del geólogo y compositor John Ramsay y la otra del compositor y pianista sudafricano Michael Blake.
Además de su participación en el Fitzwilliam, Alan George es el director Musical de la orquesta de cámara de la Academia de San Olave.